# Anton Arland
Anton Arland (* 20. Juli 1895 in Eisenbrod, Böhmen; † 23. Februar 1975 in Leipzig) war ein deutscher Pflanzenbauwissenschaftler.

## Lebensweg
Anton Arland, Sohn eines Bürgerschuldirektors, studierte 1917 und 1918 Landwirtschaft an der Hochschule für Bodenkultur in Wien, dann an der Universität Leipzig und promovierte dort 1923 mit einer Arbeit über den Haferflugbrand. Anschließend besuchte er in Leipzig ein pädagogisches Seminar. Der hier erteilte Unterricht über den Einfluss der Umwelt auf die regionale Verbreitung von Tierrassen motivierte ihn, ein Buch darüber zu schreiben, das 1925 unter dem Titel Einführung in die landwirtschaftliche Rassenkunde auf bodenkundlicher und klimatischer Grundlage erschienen ist.
Seit 1925 arbeitete Arland als Assistent an dem von Adolf Zade geleiteten Institut für Pflanzenbau und Pflanzenzüchtung der Universität Leipzig. Hier beschäftigte er sich überwiegend mit dem Wasserhaushalt der Kulturpflanzen und habilitierte sich 1928 für das Gesamtgebiet der Landwirtschaftslehre. Als Privatdozent verblieb er an der Universität Leipzig. Als 1933 Adolf Zade wegen seiner jüdischen Herkunft sein Amt niederlegen musste, lehnte es Arland ab, dessen Nachfolger zu werden. Stattdessen folgte er einem Ruf an die landwirtschaftliche Abteilung der Prager Deutschen Technischen Hochschule in Tetschen-Liebwerd, wo er zum außerordentlichen Professor für Pflanzenproduktion, Gemüse- und Obstbau ernannt wurde. Als Direktor des gleichnamigen Instituts vertrat er hier bis 1945 das Gesamtgebiet des Acker- und Pflanzenbaus. Er war Mitglied der NSBO, im Opferring der NSDAP und in der NS-Dozentenschaft.
Nach der Neueröffnung der Universität Leipzig im Jahre 1946 übernahm Arland als ordentlicher Professor und Direktor die Leitung des Instituts für Acker- und Pflanzenbaus. Hier wirkte er bis zu seiner Emeritierung im Jahre 1961. In den ersten Nachkriegsjahren hat er sich um den Neuaufbau der landwirtschaftlichen Lehre und Forschung an der Universität Leipzig besonders verdient gemacht. Von 1949 bis 1951 war er Dekan der Philosophischen Fakultät, zu der die Landwirtschaftswissenschaft seinerzeit noch gehörte. Arland starb an den Folgen eines Verkehrsunfalls.

## Forschungsschwerpunkte
Das zentrale Forschungsthema von Anton Arland war der Wasserhaushalt der Kulturpflanzen. In seiner Habilitationsschrift Das Problem des Wasserhaushaltes bei landwirtschaftlichen Kulturpflanzen in kritisch-experimenteller Betrachtung (1928) beschreibt er erstmals eine neue Methode der Transpirationsmessung, die "Anwelkmethode", die fortan mit seinem Namen verbunden geblieben ist. Bei dieser Methode werden Pflanzen dem Boden entnommen, gewogen, in speziellen Gestellen zum Anwelken aufgestellt und nach einer vorgegebenen Zeit nochmals gewogen. Aus der ermittelten Gewichtsdifferenz wird die relative Transpiration der Pflanzen bestimmt. Daraus ergeben sich Hinweise, die Wirkung pflanzenbaulicher Kulturmaßnahmen (Bodenbearbeitung, Düngung, Bewässerung etc.) auf die Ertragsleistung der Feldfrüchte zu beurteilen.
Mit großem Engagement hat Arland diese in den 20er Jahren begonnenen Experimente zur Transpirationsphysiologie der Kulturpflanzen auch in Tetschen-Liebwerd (1935–1945) fortgesetzt. Die "Wasserfrage" der Feldfrüchte blieb für ihn das zentrale Forschungsthema. Von seinen in dieser Zeit erschienenen Publikationen ist besonders hervorzuheben die 1936 von der Fürstlich Jablonowski´schen Gesellschaft zu Leipzig gekrönte und herausgegebene Schrift Der experimentelle Nachweis der Beziehungen zwischen Wasserverbrauch und Ernährung bei Getreide.
Nach dem Zweiten Weltkrieg hat Arland am Institut für Acker- und Pflanzenbau der Universität Leipzig seine Anwelkmethode weiter verbessert und auf breiter Basis zu einer Feldbestimmungsmethode ausgebaut. Über 50 seiner insgesamt 149 wissenschaftlichen Publikationen befassen sich mit dieser Methode. Beachtenswert sind seine Schriften Fiebernde Pflanzen – mehr Brot? Auf neuen Wegen zur Steigerung der Kulturpflanzenerträge (1953) und Tyrannei der Erde. Ein Problem des modernen Landbaus (1959). Auch wenn nicht alle Fachkollegen die aus seinen Forschungsarbeiten abgeleiteten Schlussfolgerungen teilten, hat Arland mit seiner "Anwelkmethode" der Transpirationsforschung nachhaltige Impulse gegeben. Die "Arland-Schule" war jahrzehntelang auch in der internationalen Landbauwissenschaft ein fester Begriff.

## Ehrungen und Auszeichnungen
- 1948 ordentliches Mitglied der Sächsischen Akademie der Wissenschaften zu Leipzig; von 1960 bis 1965 Vizepräsident.
- 1951 ordentliches Mitglied der Deutschen Akademie der Landwirtschaftswissenschaften zu Berlin
- 1959 Vaterländischer Verdienstorden in Silber
- 1961 Ehrendoktor der Landwirtschaftlichen Fakultät der Karl-Marx-Universität Leipzig
- 1961 Umbenennung des Instituts für Acker- und Pflanzenbau der Universität Leipzig in Adolf-Zade-Institut für Acker- und Pflanzenbau

## Wichtigste Veröffentlichungen
- Der Hafer-Flugbrand, Ustilago avenae (Pers.) Jens. Biologische Untersuchungen mit besonderer Berücksichtigung der Infektions- und Anfälligkeitsfrage. Diss. phil. Leipzig 1923. – Zugl. in: Botanisches Archiv Bd. 7, 1924, S. 70–111.
- Einführung in die landwirtschaftliche Rassenkunde auf bodenkundlicher und klimatischer Grundlage. Max Jänecke Verlagsbuchhandlung Leipzig 1925.
- Das Problem des Wasserhaushaltes bei landwirtschaftlichen Kulturpflanzen in kritisch-experimenteller Betrachtung. Phil. Habil.-Schr. Univ. Leipzig 1928. – Zugl. in: Wissenschaftliches Archiv für Landwirtschaft Abt. A, Archiv für Pflanzenbau Bd. 1, 1929, S. 1–160 u. Bd. 2, 1929, S. 423–433.
- Der experimentelle Nachweis der Beziehungen zwischen Wasserverbrauch und Ernährung bei Getreide. Preisschriften gekrönt und herausgegeben von der Fürstlich Jablonowski´schen Gesellschaft zu Leipzig Bd. 53. Verlagsbuchhandlung Paul Parey Berlin 1936.
- Ziele und Aufgaben der Forschung auf dem Gebiete des Pflanzenbaues. In: Deutsche Akademiker-Zeitung Jg. 28, 1936, Nr. 10, S. 3–4.
- Die Transpirationsintensität der Pflanzen als Grundlage bei der Ermittlung optimaler acker- und pflanzenbaulicher Kulturmaßnahmen. Ein neuer Weg zur Steigerung der Erträge der Kulturpflanzen. Abhandlungen der Sächsischen Akademie der Wissenschaften zu Leipzig, Mathematisch-Naturwissenschaftliche Klasse Bd. 44, H. 2, 1952. – Zugl. unter dem Titel: "Fiebernde" Pflanzen – mehr Brot? Auf neuen Wegen zur Steigerung der Kulturpflanzenerträge. Akademie-Verlag Berlin 1953.
- Die Anwelkmethode im Dienste des Landbaues. Die Transpirationsintensität der Pflanzen im Blickfelde der Ermittlung optimaler Kulturmaßnahmen. Tagungsbericht. Redaktionell bearbeitet und herausgegeben von Anton Arland. Deutscher Verlag der Wissenschaften Berlin 1955.
- Ein Beitrag zur Anwelkmethode. Sitzungsberichte der Deutschen Akademie der Landwirtschaftswissenschaften zu Berlin Bd. 5, H. 6, 1956.
- "Tyrannei der Erde". Ein Problem des modernen Landbaues. Abhandlungen der Sächsischen Akademie der Wissenschaften zu Leipzig, Mathematisch-Naturwissenschaftliche Klasse Bd. 46, H. 3, 1959.